# Coniopteryx javana
Coniopteryx javana är en insektsart som beskrevs av Günther Enderlein 1907. Coniopteryx javana ingår i släktet Coniopteryx och familjen vaxsländor. Inga underarter finns listade i Catalogue of Life.